# Josef Slavík (kněz)
Josef Slavík (9. srpna 1916, Mrkvojedy – 13. října 1991, Volfartice) byl český římskokatolický kněz, působil na území litoměřické diecéze jako administrátor farnosti Volfartice. V letech 1946 až 1950 byl sekretářem konzistoře v Litoměřicích.

## Život

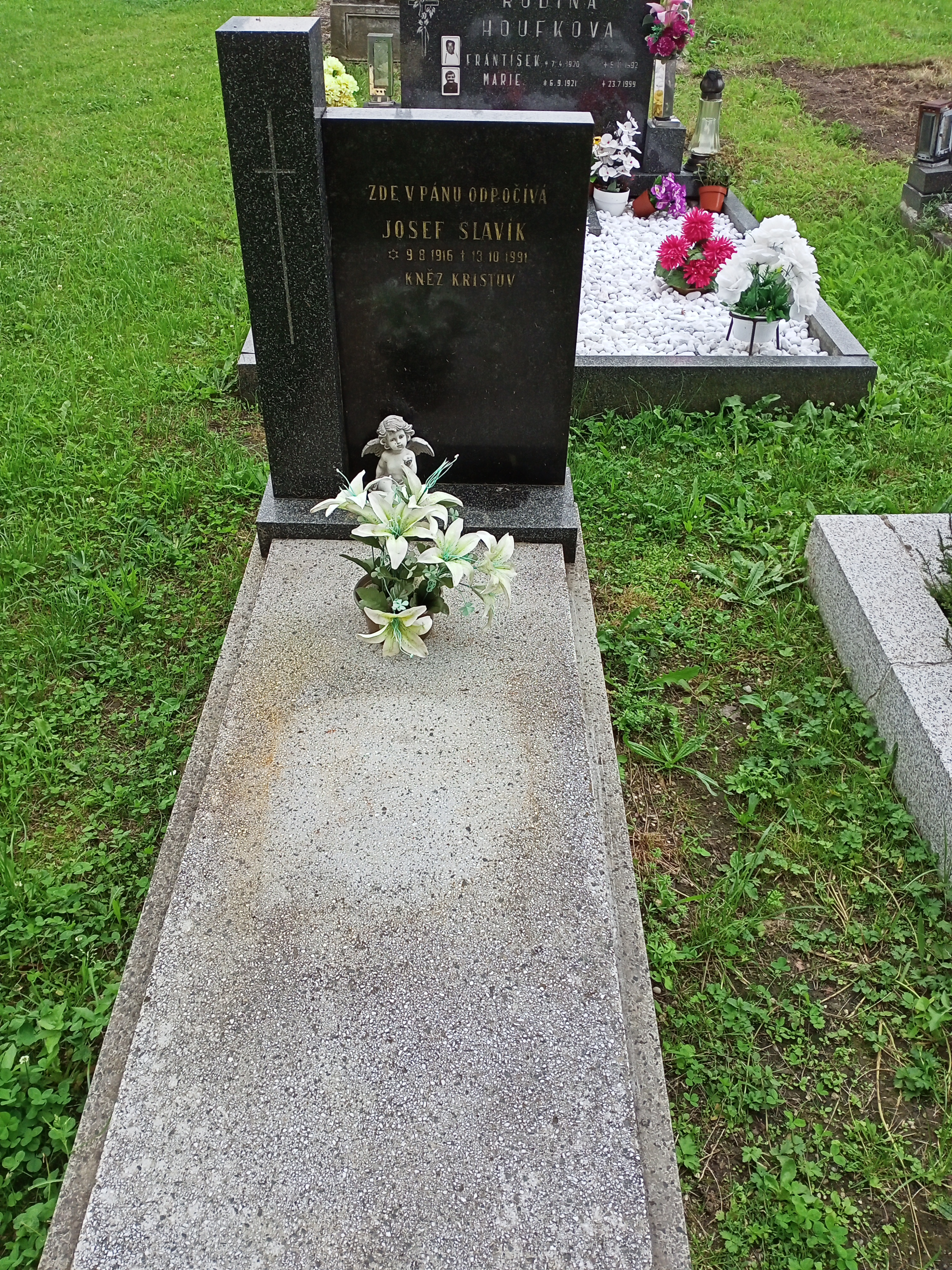
Hrob R.D. Josefa Slavíka na hřbitově ve Volfarticích

Josef Slavík se narodil v Mrkvojedech v roce 1916. dne 1. června 1941 byl vysvěcen na kněze v děkanském kostele sv. Máří Magdaleny vSobotce. Záhy po kněžském svěcení byl poslán jako interkalární administrátor do Mcel u Nymburka. Zde však působil jen krátce.
V letech 1946–1950 působil jako sekretář konzistoře na litoměřickém biskupství. Po internaci biskupa Trochty byl odtud přeložen jako administrátor do Libošovic, a o rok později do Skalska. V roce 1953 převzal nepříliš živé farnosti Volfartice a Slunečná, nacházející se v oblasti bývalých Sudetech. K nim později přibyla ještě farnost v Horní Libchavě. Zde Slavík prožil v těžkých podmínkách celkem 38 let až do své smrti.
Za doby jeho působení došlo k úpravě liturgického prostoru volfartického kostela, na který velmi dbal a mnoho let pro něj bylo nepředstavitelné, že by se mohly bohoslužby konat jinde. Teprve po letech, i vzhledem ke svému zhoršujícímu se zdraví souhlasil s tím, že pro zimní období byla v přízemí fary zřízena malá kaple, kterou bylo možno vytápět. 
P. Josef Slavík zemřel 13. října 1991. Byl posledním knězem žijícím přímo ve Volfarticích. Od jeho smrti až dodnes je volfartická farnost neobsazená a administrována z České Lípy. Na volfartické faře ještě řadu let žila Slavíkova hospodyně, Božena Jenčková, která zde vykonávala mimo jiné službu katechetky. Josef Slavík, poslední volfartický farář, je pohřben v nenápadném hrobě na místním hřbitově, doslova ve stínu farního kostela.